# Novozélandská ragbyová reprezentace

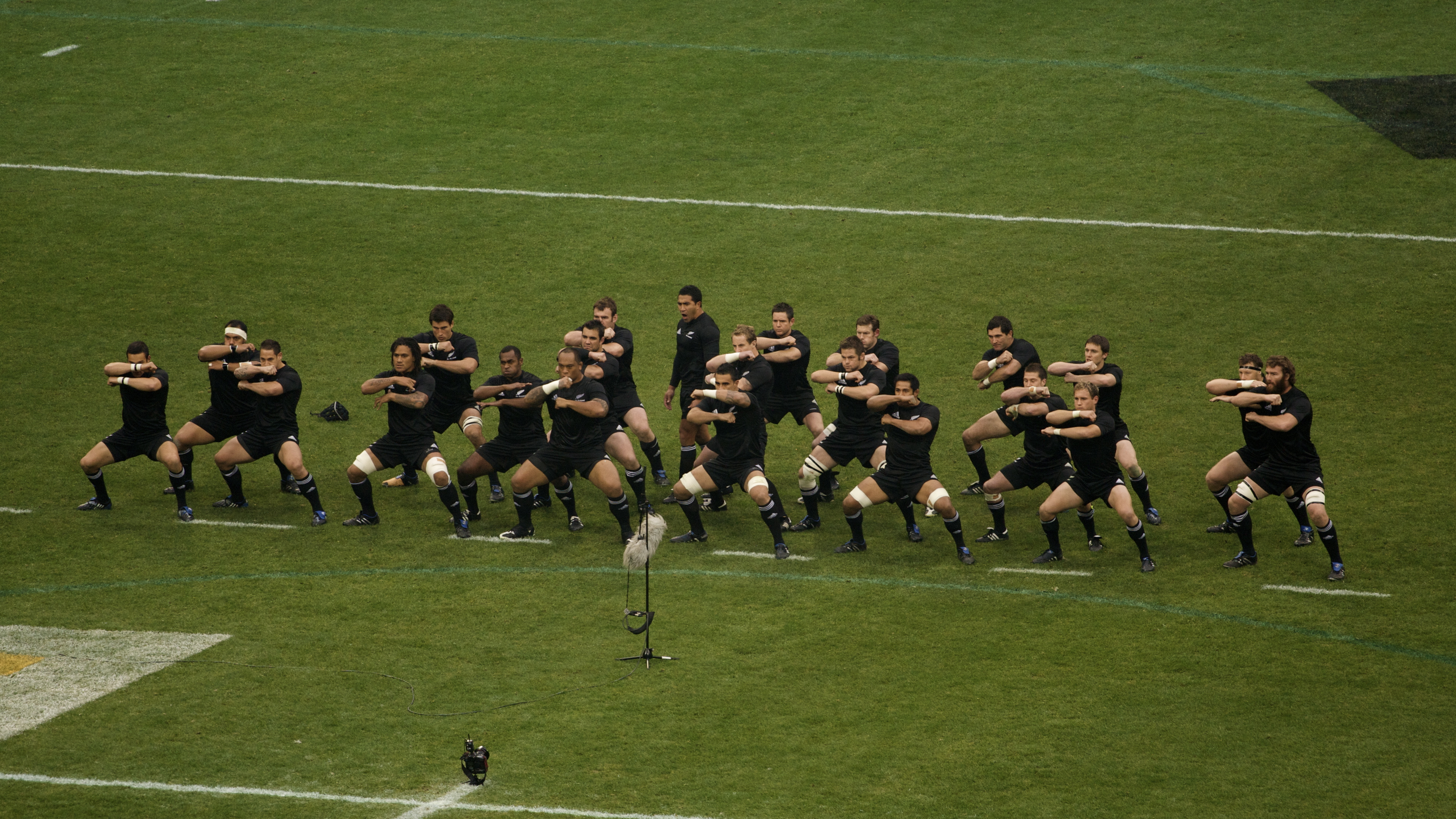
All Blacks tančící Haku

Novozélandská ragbyová reprezentace (vzhledem k černým barvám dresů běžně označovaná jako All Blacks) reprezentuje Nový Zéland na turnajích v ragby union, které je v této zemi považováno za národní sport. Každý rok se účastní soutěže The Rugby Championship, kterou v průběhu historie vyhrála celkem 20krát, naposledy v roce 2023. Nový Zéland se zatím účastnil všech MS v ragby. Až na MS 2023 zažili porážku ve skupinové fázi. Ve třech případech se stali mistry světa, dvakrát vicemistry světa a třikrát skončili na 3.místě. Jako první tým historie dokázali obhájit svůj titul. K 23.10. 2023 jim patří 2. místo ve světovém ragbyovém žebříčku. 
All Blacks jsou známí tradičním maorským bojovým tancem zvaným Haka, který předvádí před začátkem každého zápasu.

## Historie
První novozélandský tým odehrál v roce 1882 ragbyové zápasy v Novém Jižním Walesu, první oficiální mezinárodní zápas se konal v roce 1903, kdy Nový Zéland porazil Austrálii 22:3. O dva roky později uspořádal národní tým první turné po severní polokouli a poprvé se také oblékl do černých dresů. 
Pouze dva hráči v historii novozélandského ragby reprezentovali svoji zemi nejprve v rugby league a následně v rugby union. Prvním z nich byl Karl Ifwersen (rugby league: 1914–1920, rugby union: 1921), druhým je Sonny Bill Williams (rugby league: 2004–2013, rugby union: 2010–2012).

## Organizační struktura
Řídícím orgánem je Novozélandská ragbyová unie (New Zealand Rugby Union; NZRU), která byla založena roku 1892. Patnáct bývalých novozélandských ragbistů bylo uvedeno do International Rugby Hall of Fame, do IRB Hall of Fame bylo uvedeno pět bývalých reprezentantů a novozélandský domorodý tým z let 1888 a 1889.

## Mistrovství světa
| Rok  | Dějiště finálového zápasu | Umístění                       |
| ---- | ------------------------- | ------------------------------ |
| 1987 | Nový Zéland               | Zlatá medaile                  |
| 1991 | Anglie                    | Bronzová medaile               |
| 1995 | Jižní Afrika              | Stříbrná medaile               |
| 1999 | Wales                     | 4. místo                       |
| 2003 | Austrálie                 | Bronzová medaile               |
| 2007 | Francie                   | čtvrtfinále (prohra s Francií) |
| 2011 | Nový Zéland               | Zlatá medaile                  |
| 2015 | Anglie                    | Zlatá medaile                  |
| 2019 | Japonsko                  | Bronzová medaile               |
| 2023 | Francie                   | Stříbrná medaile               |